# Рошфор, Шарль-Сезар де
Граф Шарль-Сеза́р де Рошфо́р (фр. Charles-César, le comte de Rochefort; 1615, Орлеан — 1687, Париж) — французский авантюрист на службе кардинала Ришельё. Упоминается в вышедших анонимно мемуарах, написанных известным французским писателем бульварной литературы Гасьеном де Куртилем, также является героем романов Александра Дюма. Скудность достоверной биографической информации о жизни графа, и наоборот, обилие художественной, привели к тому, что даже в работах признанных учёных-историков о периоде французского абсолютизма порой отсутствуют уточнения, о каком именно графе де Рошфоре идёт речь, о реальной исторической персоналии, сподвижнике Ришельё, либо же о его литературном образе, созданном усилиями де Куртиля и Дюма-отца.

## Биографическая справка
В отличие от других героев романа «Три мушкетёра», в первую очередь, визави Рошфора — мсье де Тревиля, который, будучи публичной особой, был завсегдатаем при дворе, и о жизни которого у французских историков и архивариусов сохранилось множество архивных документов и имеются довольно подробные и непротиворечивые сведения, о жизни Шарля-Сезара де Рошфора, как и о многих других доверенных лицах кардинала Ришельё, известно очень немного. Не считая составленного де Куртилем жизнеописания, документальность которого у многих вызывает сомнения, — хотя эти псевдо-мемуары, как отмечает почётный профессор Новосорбоннского университета Рене Демори, полны поисков себя, — достоверные сведения о графе де Рошфоре черпались, главным образом, из мемуаров его руководителя — кардинала Ришельё и некоторых других влиятельных особ начала и середины XVII века, и, как ни странно, из судебных протоколов и следственных архивов того времени. Так, более или менее достоверно можно говорить лишь о том, что Шарль-Сезар ещё в юные годы был приставлен к Ришельё в услужение и был ему верным слугой до самой смерти кардинала в 1642 году. Никем из историков не оспаривается и та безоглядная преданность, с которой граф выполнял поручения своего господина, а также щедрость, с которой Ришельё покрывал текущие расходы своего первого рыцаря. Одно можно утверждать с уверенностью — это то, что в отличие от королевских мушкетёров, которые испытывали постоянную нужду и часто сидели без гроша в кармане, кардинал не давал своему самому верному помощнику повода даже на мгновение почувствовать себя обделённым какими-либо материальными благами, что, в свою очередь, находит почти буквальное отражение у Дюма, при этом все упоминания кардинала Ришельё в «Мемуарах графа Рошфора» исполнены почти что сыновней любовью, — обращает внимание доцент кафедры французских исследований при Университете Северной Каролины Эллен Уэлш. Упомянутый выше исследователь тайной дипломатии, ведущий научный сотрудник Института всеобщей истории АН СССР, доктор исторических наук Ефим Борисович Черняк уверен, что Рошфор сыграл выдающуюся роль в раскрытии заговора против Ришельё. Во главе заговорщиков тогда стоял брат короля Гастон Орлеанский. В заговоре участвовали даже монаршие особы: королева Анна Австрийская, побочные братья короля принцы Вандом, маршал Д’Орнано и граф де Шале. Заговорщики хотели похитить Людовика XIII и Ришельё, а в случае неудачи — поднять вооружённое восстание, которому была обещана полная поддержка в Вене и Мадриде. «Мемуары» за авторством де Куртиля, по словам Черняка, полны выдумок — Рошфор был пажом в доме Ришельё. Его сначала долго испытывали, а после того, как он успешно доставил шифрованную депешу в Англию, он стал одним из наиболее доверенных агентов кардинала, ему стали поручать важные дела.

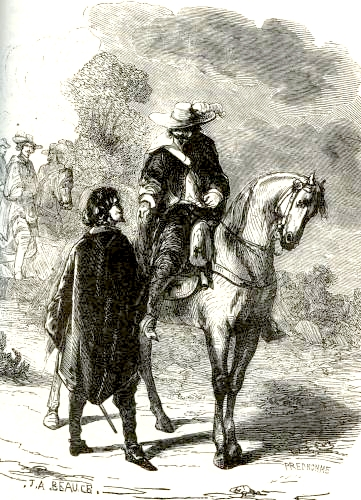
Граф Рошфор (верхом) получает последние указания от кардинала Ришельё перед своим отъездом в Париж через Сюржер.

О жизни де Рошфора до поступления на кардинальскую службу известно почти исключительно из книги де Куртиля, так как никто не смел расспрашивать ближайшего подручного всемогущего Ришельё о подробностях его детства и юности. Мать Шарля-Сезара умерла во время преждевременных родов, и своей второй мачехой он был отправлен из отчего дома в Орлеане в её родовое имение Сен-Пуант, на границе Бургундии. Виконт де Рошфор, де Сен-Пуант на протяжении семи лет рос в бургундских лесах без какой-либо родительской опеки. Там, всеми забытого, его нашёл его крёстный, Министр юстиции Мишель де Марийяк, который и привёз его к родителям, у которых за это время появилось ещё семеро детей, укорив тех, что не подобает отпрыску дворянского рода жить в лесном захолустье, — десять лет спустя, зная об этих родственных связях де Рошфора, Ришельё, посадив под арест благодетельного крёстного, который посмел стать к нему в оппозицию, для пущего испытания преданности своего подчинённого, поручит ему участие в аресте брата его крёстного отца, известного военного деятеля, маршала Луи де Марийяка. Но тогда в отчем доме к юному виконту не проявляли решительно никакого внимания, и держали на положении прислуги. В девятилетнем возрасте он пустился скитаться по миру вместе с проходившим мимо цыганским табором, с которым и странствовал около пяти лет, исколесил всю Францию и побывал в Испании, Италии, Германии, Бельгии, Нидерландах, Люксембурге, что впоследствии очень пригодилось ему при рабочих поездках уже в качестве кардинальского порученца. Наконец, проезжая Лотарингию, их табор был задержан властями и многих повесили безо всякого суда. Четырнадцатилетнему виконту вместе с немногими уцелевшими удалось скрыться через Дижон, и после долгой, полной опасностей дороги осесть в Пиренеях, в районе Фуа, у испанской границы. Именно здесь у юного виконта появилась мысль податься на государственную службу, ведь до этого момента у него вообще не было никаких определённых целей в жизни, что вкупе с бездомным образом жизни — недостойным дворянина, и риском быть повешенным, подталкивало его к осознанному выбору своей дальнейшей судьбы. В 1628 году он записывается добровольцем на войну с Испанией и попадает в роту господина де Сен-Аннэ. Там он и служил, выполняя обязанности наблюдателя за передвижениями в испанском тылу. В ходе своих будничных наблюдений за сальским гарнизоном он обратил внимание, что начальник гарнизона каждый вечер отправляется с небольшой охраной к дому своей любовницы. Быстро составив для себя план действий, уже на рассвете следующего дня, вооружённый пистолетами, де Рошфор ворвался в тот дом, где захватил губернатора Сальс-ле-Шато и его стражу, и всех их вместе взятых быстро переправил в расположение французских войск. Пока в гарнизоне успели сообразить, что произошло, де Рошфор и его пленники были уже далеко от испанских позиций. Эта дерзкая и в то же время хорошо спланированная акция восхитила его командира, который, учтя дворянское происхождение де Рошфора, предоставил парню под команду подразделение в Пикардийском полку и пожаловал ему первичное офицерское звание. Кроме того, в своём боевом донесении главнокомандующему — кардиналу Ришельё, де Сен-Аннэ не преминул упомянуть о своём пятнадцатилетнем подчинённом, который без какой-либо помощи умело переиграл прожжённого испанского вояку и всё его воинство. Ришельё, ещё под впечатлением от капитуляции Ла-Рошели, приказал де Сен-Аннэ незамедлительно отправить юношу в его ставку в Париже и приложил сотню пистолей на дорожные расходы, для того, чтобы ускорить их встречу. При этой первой встрече Ришельё не поверил, что этому юнцу доверили подразделение в Пикардийском полку, и не благоволил поступлению того в гвардию. Вместо камзола кардинальского гвардейца де Рошфору досталась ливрея кардинальского пажа, что впоследствии оказалось ещё более удачным назначением, так как позволило несовершеннолетнему графу попасть в ближайшее окружение кардинала и всегда быть у того на виду, минуя все ступени служебной лестницы, которые ему пришлось бы пройти в чине гвардейца. Первой его должностью при кардинале стала должность привратника Его Высокопреосвященства, уже тогда он повсюду сопровождал своего могущественного покровителя.
Признанный британский исследователь творчества де Куртиля и Дюма, историк и литературовед Джеральд Бренан, для понимания того ореола таинственности, который сложился вокруг графа, предлагает учитывать абсолютно разные позиции кардиналистов и роялистов, скрытность первых и светские рауты последних, развитую агентурную сеть кардинала и беспомощность короля и королевы в вопросах подобного рода. И если смотреть на происходившие во Франции события с разных сторон баррикад, то обо всех настроениях и мыслях, высказанных вслух в приёмной у господина де Тревиля, незамедлительно докладывалось кардиналу, а вот о чём беседовали в приёмных покоях кардинала, и чем занимался де Рошфор во время его постоянных командировок — оставалось загадкой для всех, кроме его Высокопреосвященства. Однако то, что происходило во властных кругах после смерти Ришельё, и судьба самого де Рошфора в эти годы остаётся предметом полемики. У Дюма он по вполне понятным причинам впал в немилость к королеве Анне Австрийской, и по наспех сфабрикованному обвинению в грабеже был заключён в Бастилию, где провёл целых пять лет и сбежал, возвращаясь в Бастилию с приёма у нового кардинала Мазарини, который, как выяснилось за их беседой, не нуждался в услугах графа, и тот подался к фрондёрам. Если верить Дж. Бренану, то с приходом к власти в стране итальянца Мазарини место де Рошфора так же занял не француз, некто Беллинцани, которому достались банковские счета де Рошфора, открытые Ришельё для своего верного слуги в банке Лиона, причём достались они ему в духе его предшественника — по поддельной долговой расписке. Так что новый «первый рыцарь» кардинала не многим отличался от старого, разве что был гораздо более беспринципным — если у де Рошфора, несмотря на всю его шпионскую деятельность, были явно заметны черты дворянина и представления о чести, соответствующие духу времени, то пришедшая смена была не отягощена какими-либо этико-моральными предрассудками и действовала в лучших традициях макиавеллизма.

## Историчность
Французский историк и литературовед, профессор Университета Сен-Дени, д-р Жан Ломбард не сомневается в том, что граф де Рошфор — фигура историческая, но у де Куртиля, по его словам, с подлинными историческими не совпадают даже даты жизни благородного графа. Профессор М. Г. Соколянский отмечает, что как среди историков, так и среди литературоведов нет единого мнения насчёт документальности, или, если точнее — невыдуманности событий, о которых повествуется в «Мемуарах графа Рошфора» — некоторые склонны называть их романом, другие — возражают против такой дефиниции, настаивая на реальности описываемых событий. Писатель и историк Фредерик Марриет на страницах академического британского издания «Атенеум» называет персону де Рошфора исторической и заслуживающей уважения. Советский исследователь тайной дипломатии, д. и. н. Е. Б. Черняк называет де Рошфора одним из лучших разведчиков отца Жозефа. Вторым, после отца Жозефа, в окружении кардинала Ришельё, называет де Рошфора британский биографист Ллойд Чарльз Сандерс.

## Соотношение художественного образа Дюма с исходником де Куртиля

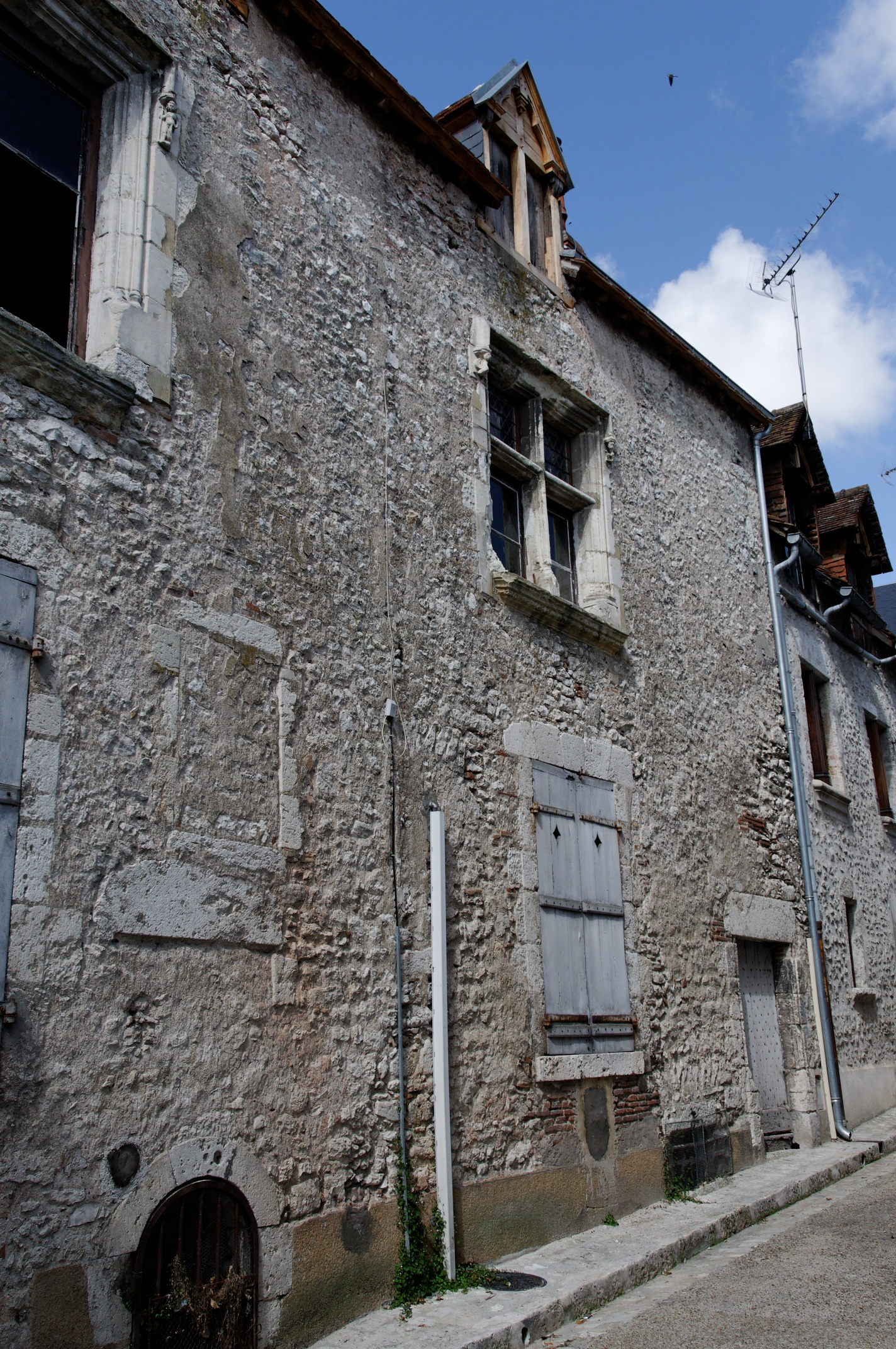
Тот самый злополучный Менг, на тесной улочке которого впервые пересеклись литературные пути Рошфора и д’Артаньяна. За триста с лишним лет почти ничего не изменилось.

Гасьен де Куртиль де Сандра написал «Мемуары графа Рошфора» (фр. Mémoires de M. le C. de R.) в 1678 году, за двадцать два года до «Мемуаров д’Артаньяна» и почти за полтора столетия до «Трёх мушкетёров». В переработке Дюма дворянин Роне́ (фр. Ro∫nay) из «Мемуаров д’Артаньяна» (1700) был заменён им на графа Рошфора. Соответственно, перенеслось и место их первой встречи — сравнительно близко, всего на пять лье северо-восточнее, из Сен-Дие — в Менг. У Дюма годы жизни Рошфора меняются кардинальнейшим образом: он предстаёт как ровесник кардинала Ришельё и д’Артаньяну годится, как минимум, в отцы. В романе граф Рошфор описывается как дворянин лет сорока, высокого роста и важного вида, с чёрными проницательными глазами, бледным лицом со шрамом у виска, с крупным носом и чёрными, весьма тщательно подстриженными усами. При первой их встрече д’Артаньян застаёт его в фиолетовом камзоле и штанах со шнурами того же цвета, безо всякой отделки, кроме обычных прорезей, сквозь которые виднелась сорочка. И штаны и камзол незнакомца, хотя и новые, были сильно измяты, как дорожные вещи, указывая на то, что человек, которого он встретил, буквально жил в седле. Дюма, даже несмотря на то, что сердцем он был с мушкетёрами, чтил вклад кардинала Ришельё в становление Франции как великой европейской державы, потому ни сам кардинал, ни его первый рыцарь не преподносятся как какие-то злодеи и, что очень сильно отличает роман от практически всех последующих экранизаций, — повсюду в романе Дюма делает сноски и авторские комментарии, в которых выражает своё почтение кардиналу и преклоняется перед его политикой, не позволившей междоусобицам поглотить державу. Рошфор намеренно показан им не как смертельный враг д’Артаньяна, каковым является, например, Бриан де Буагильбер для Уилфреда Айвенго, хотя сам д’Артаньян постоянно твердит о том, что тот послан ему на погибель, а как таинственный незнакомец, рукою всемогущей судьбы поставленный по другую сторону баррикад. У Дюма с самого начала романа «Три мушкетёра» граф де Рошфор предстаёт просто как безымянный незнакомец, непременно закутанный в плащ и от этого ещё более устрашающий, который то и дело на полном скаку проносится мимо д’Артаньяна и его боевых товарищей, заклятым, но честным врагом которых он является вплоть до самых последних строк романа. Официальной должностью Рошфора при кардинале Ришельё является должность ко́нюшего, хотя собственно прямыми должностными обязанностями (содержанием конного состава кардинала) он занимается меньше всего, занимаясь выполнением секретных поручений Его Высокопреосвященства. Кардинал поручает Рошфору не те задания, где в первую очередь требуется тонкая интрига и введение в обман — то есть такие задания, специалисткой по которым выступает изменчивая и непредсказуемая миледи Винтер, Ришельё поручает Рошфору только то, что требует безоглядной преданности и готовности стремглав выполнить любое поручение.

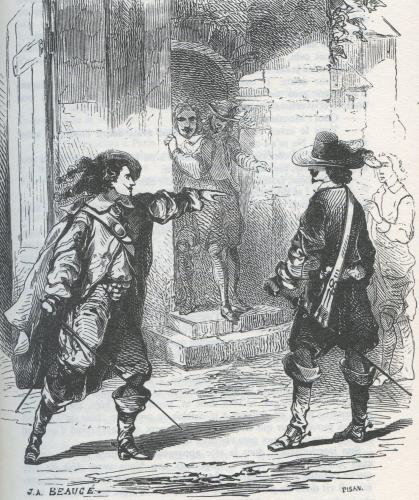
«Смеётся над конём тот, кто не осмелится смеяться над его хозяином!», — разгорячённый д’Артаньян требует сатисфакции.

Не считая короткой стычки в Менге, когда юному д’Артаньяну хорошенько перепало, после получения д’Артаньяном чина лейтенанта королевских мушкетёров три раза у них происходили дуэли, и все три раза Рошфор был ранен своим более молодым противником. Впрочем, все три раза ранения были несмертельными и все три раза они были нанесены д’Артаньяном в плечо, что подтверждало: храбрый молодой человек не ставил перед собой целью убить досаждавшего ему противника, а лишь временно вывести из строя. Вторая и третья дуэль происходили уже после того, как Рошфор и д’Артаньян стали настоящими друзьями, хотя ради соблюдения всех условностей продолжали изображать из себя врагов, ведь к тому времени Планше получил при содействии Рошфора гвардейский мундир и был произведён в сержанты Пьемонтского полка, где прослужил три года, перед тем как сделаться респектабельным парижским буржуа, и опять же не без участия Рошфора, Планше получил звание лейтенанта из рук Фронды — редкая честь для слуги вчерашнего врага. Да и сам д’Артаньян, с самой их первой встречи, состоял под некоей невидимой протекцией честного графа — ведь замолви Рошфор о нём всего одно словечко ранее истории с подвесками, и молодому человеку светил не мушкетёрский плащ, а роба узника Бастилии. Но обо всём об этом граф счёл нужным рассказать лишь после их третьей дуэли в 1642 году. Во время осады Ла-Рошели никто и помыслить не мог, что заклятые враги превратятся в лучших друзей и сказанные д’Артаньяном слова о том, что четвёртая их дуэль станет, вероятно, последней, невольно для самого д’Артаньяна оказались пророческими «Двадцать лет спустя» — возвращаясь с молодым монархом в Париж после перемирия с лидерами Фронды, королевский кортеж буквально въехал на скаку в толпу разъярённого люда под предводительством некоего опального дворянина, недовольного условиями заключённого мирного договора и теперь с оружием в руках стоящего на пути королевской кареты. Граф примкнул к Фронде, как он сам признался, не из политических убеждений, а скорее из желания оставаться на свободе. Но у д’Артаньяна, выполнявшего обязанности начальника королевской стражи, не было времени разбираться кто́ препятствует проезду короля в Луврский дворец, поэтому он безо всяких раздумий выхватил свою шпагу, которую тут же вонзил в грудь человека, который показался ему вожаком восставших. Этим вожаком оказался граф Рошфор. Д’Артаньян поспешно отдёрнул шпагу обратно, но было уже слишком поздно — гасконец успел лишь попросить прощения у своего старого врага, ставшего в какой-то момент его лучшим и единственным другом, и вместе с последним их рукопожатием граф отошёл в мир иной.

## В театральных постановках и экранизациях

Борис Клюев в роли графа Рошфора в советском телефильме «Д’Артаньян и три мушкетёра».

Роль преданнейшего из преданных, âme damnée кардинала, в весьма увлекательном повествовании Александра Дюма, оживили литературный персонаж, и Рошфор, сойдя со станиц романа как историческая личность, появляется в историко-документальных фильмах и телепередачах повествующих о Франции времён Ришельё, и о роли кардинала во французской истории. Это тем не менее, не касается фильмов художественных. В западных художественных фильмах, экранизациях «Трёх мушкетёров», роль Рошфора практически всегда означает архизлодея. Почти все голливудские экранизации романа о трёх мушкетёрах, для укрепления образа злодея, изображают Рошфора в чёрном камзоле, а вместо лёгкого шрама на виске — повязка на левый глаз, как у флибустьера. В некоторых из них, его образ демонизируется настолько, что затмевает собой и миледи и самого Ришельё, делая графа повинным чуть ли не во всех бедах Франции. Так, например, в фильме «Мушкетёр», герой Тима Рота начинает своё знакомство с д’Артаньяном не на улочках Менга, а в родовом имении д’Артаньянов в Тарбе, предварительно убив его родителей, а могущественный кардинал Ришельё, в свою очередь, представлен как безвольный исполнитель воли своего первого помощника, миледи Винтер отсутствует как таковая. В отступление от романа, в театральных постановках и экранизациях, вместо дружеского примирения под всевидящим отчим оком кардинала, под занавес спектакля, либо перед финальными титрами, если речь идёт о фильме, происходит дуэль д’Артаньяна и Рошфора. Ничего не поделаешь, — заключает известный постановщик батальных сцен и дуэлей Уильям Гоббс, — и двум противникам не дано сделаться союзниками, подобно тому, как не дано стать друзьями Робин Гуду и Гаю Гисбурну, Макбету и Макдуфу, развязка требует поединка — таковы законы жанра. Герой не может быть аморальным — это открыл ещё Гомер, а в наше время убедительно подтвердил кинематограф. Крупный план убеждает в правоте. Д’Артаньян ничуть не лучше Рошфора, но Рошфора не разглядеть на заднем плане, а д’Артаньян занимает весь экран. Тут, в принципе, нельзя ни завысить героя, ни занизить злодея, — такой вывод делает Пётр Вайль, и этот вывод подтверждается опытом съёмок советского телефильма «Д’Артаньян и три мушкетёра», ведь сначала Михаилу Боярскому, которого потом весь Советский Союз ассоциировал не иначе как д’Артаньяном, предложили роль одного из главных злодеев — Рошфора. В итоге роль графа Рошфора досталась Борису Клюеву, который справился с ней как никто другой, и так же прочно стал ассоциироваться в народном сознании с Рошфором, как Боярский с д’Артаньяном.
| Название фильма                          | Страна производства и год выхода в прокат | Страна производства и год выхода в прокат | В роли Рошфора      |
| ---------------------------------------- | ----------------------------------------- | ----------------------------------------- | ------------------- |
| «Три мушкетёра»                          | Соединённые Штаты Америки                 | 1916                                      | Артур Мод           |
| «Три мушкетёра»                          | Соединённые Штаты Америки                 | 1921                                      | Бойд Ирвин          |
| «Три мушкетёра»                          | Франция                                   | 1921                                      | Анри Боден          |
| «20 лет спустя» Vingt ans après          | Франция                                   | 1922                                      | Жак Арнна           |
| «Железная маска»                         | Соединённые Штаты Америки                 | 1929                                      | Ульрих Хаупт        |
| «Три мушкетёра»                          | Соединённые Штаты Америки                 | 1935                                      | Йен Кейт            |
| «Три мушкетёра»                          | Соединённые Штаты Америки                 | 1939                                      | Лайонел Этуилл      |
| «Три мушкетёра»                          | Аргентина · Уругвай                       | 1945                                      | Луис Энрике Рольдан |
| «Три мушкетёра»                          | Соединённые Штаты Америки                 | 1948                                      | Йен Кейт            |
| «Театр Магнавокс»                        | Соединённые Штаты Америки                 | 1950                                      | Питер Мамакос       |
| «Месть мушкетёров», «Клеймо лилии»       | Италия                                    | 1952                                      | Массимо Серато      |
| «Четыре мушкетёра»                       | Франция                                   | 1953                                      | Пьер Черня          |
| «Три мушкетёра»                          | Франция                                   | 1953                                      | Жан-Марк Теннберг   |
| «Три мушкетёра»                          | Великобритания                            | 1954                                      | Ивен Солон          |
| «Три мушкетёра»                          | Бразилия                                  | 1957                                      | Дэвид Нето          |
| «Три мушкетёра»                          | Франция                                   | 1959                                      | Робер Порте         |
| «Три мушкетёра»                          | Франция                                   | 1961                                      | Ги Делорм           |
| «Три мушкетёра»                          | Италия                                    | 1964                                      | Никола Арильяно     |
| «Три мушкетёра»                          | Великобритания                            | 1966                                      | Эдвард Брейшоу      |
| «Дальнейшие приключения трёх мушкетёров» | Великобритания                            | 1967                                      | Эдвард Брейшоу      |

| Название фильма                                 | Страна производства и год выхода в прокат  | Страна производства и год выхода в прокат | В роли Рошфора         |
| ----------------------------------------------- | ------------------------------------------ | ----------------------------------------- | ---------------------- |
| «Д’Артаньян»                                    | Франция                                    | 1969                                      | Сильвано Транквилли    |
| «История ребёнка из ведра»                      | Германская Демократическая Республика      | 1971                                      | Ганс Генрих Бруштеллин |
| «Подвески королевы»                             | Великобритания · Соединённые Штаты Америки | 1973                                      | Кристофер Ли           |
| «Месть миледи»                                  | Великобритания · Соединённые Штаты Америки | 1974                                      | Кристофер Ли           |
| «Четыре мушкетёра Шарло»                        | Франция                                    | 1974                                      | Жак Сейле              |
| «Четверо против кардинала»                      | Франция                                    | 1974                                      | Жак Сейле              |
| «Ришельё»                                       | Франция                                    | 1977                                      | Поль Ле Гуэн           |
| «Д’Артаньян и три мушкетёра»                    | Союз Советских Социалистических Республик  | 1978                                      | Борис Клюев            |
| «Три мушкетёра, или безнаказанное преступление» | Франция                                    | 1979                                      | Рауль Билльери         |
| «Безумная история трёх мушкетёров»              | Испания                                    | 1983                                      | Рикардо Диаз           |
| «Возвращение мушкетёров»                        | Великобритания                             | 1989                                      | Кристофер Ли           |
| «Три мушкетёра»                                 | Соединённые Штаты Америки                  | 1993                                      | Майкл Уинкотт          |
| «Ватель»                                        | Франция                                    | 2000                                      | Патрик Савериони       |
| «Мушкетёр»                                      | Соединённые Штаты Америки                  | 2001                                      | Дэвид Скофилд          |
| «Три мушкетёра»                                 | Нидерланды                                 | 2003                                      | Идс ван дер Крикен     |
| «Три мушкетёра»                                 | Латвия                                     | 2005                                      | Томми Кентер           |
| «Мушкетёры»                                     | Соединённые Штаты Америки                  | 2011                                      | Мадс Миккельсен        |
| «Три мушкетёра»                                 | Россия                                     | 2013                                      | Владимир Зайцев        |